# 占塔庫曼
占塔拉（Chao Chantharath，1799年—1870年8月23日），又名占塔庫曼（Chanthakuman），寮國歷史上19世紀中期的琅勃拉邦王国国王，1852年至1870年在位。清代文獻稱其為召整塔提臘宮滿。
曼塔圖拉次子。1852年，自蘇卡森（Suk Soem）手中繼承王位。占塔庫曼統治琅勃拉邦期間文治武功頗盛，並成功抵禦暹羅軍隊入侵企圖，使琅勃拉邦於1860年代期間國力達到最盛。去世後，由弟溫坎繼位。

## 外部連結
- Chanthakuman （页面存档备份，存于）
- LUANG PRABANG The Khun Lo Dynasty（页面存档备份，存于）